# Lokomotiva Deutz A6M517G

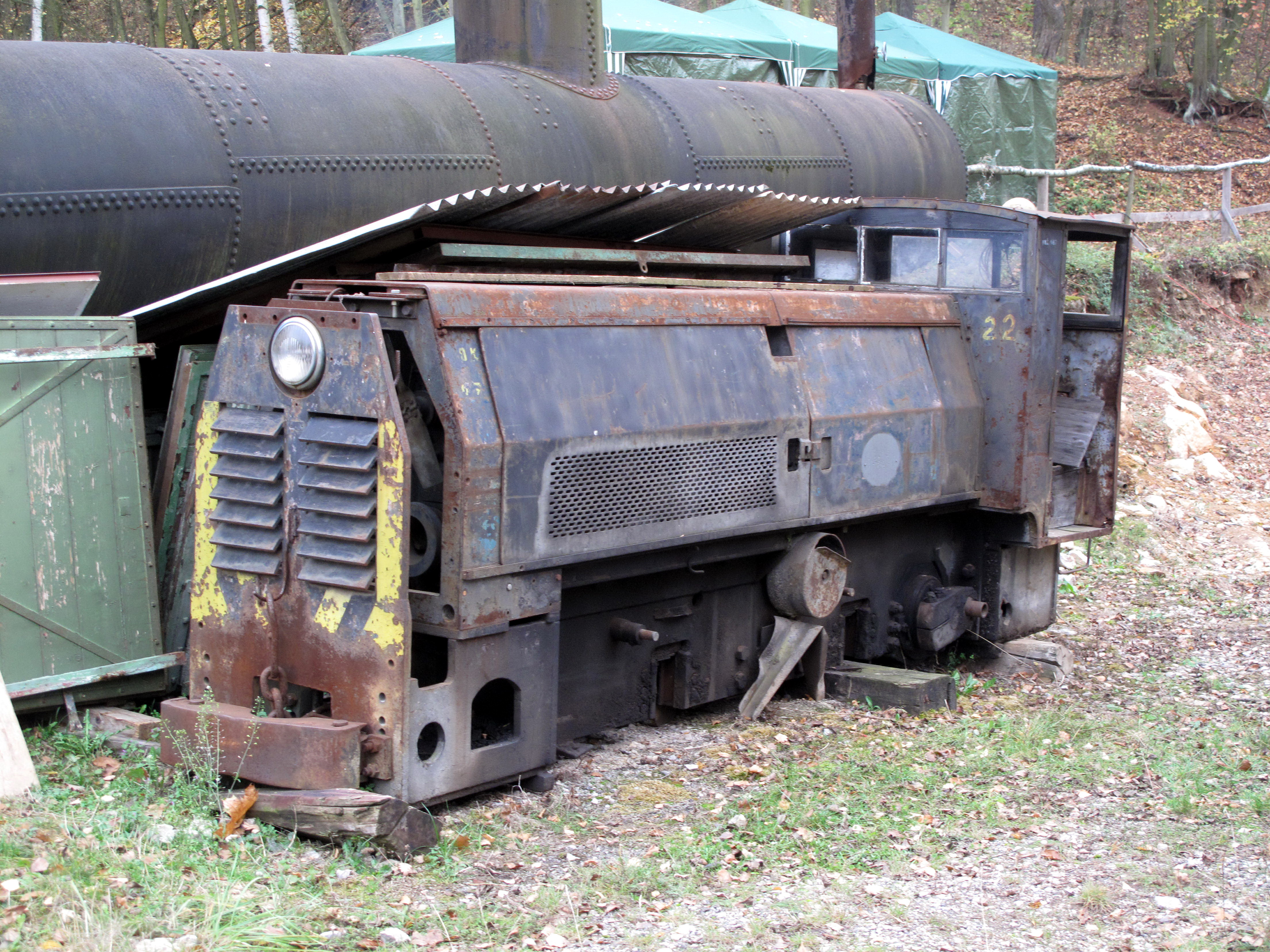
Deutz A6M517G, vrak lokomotivy, které jezdila na dráze ve Zlivi, ve skanzenu Solvayovy lomy

Deutz A6M517G je dieselová lokomotiva, kterou pro úzkorozchodné tratě v letech 1939-1960 vyráběla společnost Klockner-Humboldt-Deutz v Kolíně nad Rýnem.
Vyrobeno bylo celkem 475 kusů.